# Parasyrphus currani
Parasyrphus currani är en tvåvingeart som först beskrevs av Fluke 1935.  Parasyrphus currani ingår i släktet buskblomflugor, och familjen blomflugor.
Artens utbredningsområde är Alaska. Inga underarter finns listade i Catalogue of Life.